# Maria Luísa Mendonça
Maria Luísa Mendonça (Río de Janeiro, 30 de enero de 1970) es una actriz brasileña que se hizo nacionalmente conocida por la interpretación de la hermafrodita Buba en la telenovela Renascer, de la Rede Globo, en 1993. Es conocida también por sus interpretaciones de mujeres desequilibradas, desajustadas y sensuales.
Es hija de una artista plástica, Ligia Mendonça, y de un abogado, Newton Mendonça. La actriz tenía una hermana mayor llamada María Fernanda, que murió en un accidente de coche. En el momento de ese suceso Maria Luísa tenía ocho años.
La actriz es madre de Júlia, fruto de su matrimonio con Rogério Gallo, unión que terminó en el 2000.
Comenzó su carrera en el teatro, participando en obras como Vestido de Novia, de Nelson Rodrigues, Los gigantes de la montaña, de Pirandello y Romeo y Julieta, de Shakespeare.

## Carrera artística

### En la televisión
- 2013 - Além do Horizonte .... Inês
- 2009 - Vivir la vida .... Alicia
- 2008 - Queridos Amigos .... Raquel
- 2008 - Dicas de Um Sedutor .... Alma
- 2008 - Casos e Acasos .... Olívia
- 2008 - Queridos Amigos .... Raquel
- 2007 - Mandrake .... Berta
- 2006 - Minha Nada Mole Vida .... Vera
- 2005 - Carandiru, Outras Histórias  .... Dalva
- 2004 - Um Só Coração .... Maria Bonomi
- 2004 - A Diarista .... Lucília
- 2004 - Señora del destino .... Leila Ferreira da Silva
- 2003 - Sítio do Pica-Pau Amarelo .... Palas Atenas / Flora
- 2003 - Os Normais .... Nara / Samla / Mônica
- 2001 - Os Maias .... Rachel Cohen
- 2000 - A Muralha .... Margarida Olinto
- 1998 - Corpo Dourado .... Amanda
- 1995 - Engraçadinha... Seus Amores e Seus Pecados .... Letícia
- 1995 - Explode Coração .... Vera
- 1993 - Renascer .... Buba

### En el cine
- 2009 - A Mulher Invisível .... Marina
- 2009 - Se Eu Fosse Você 2 .... Denise
- 2008 - Nossa Vida Não Cabe Num Opala .... Sílvia
- 2008 - A Mulher do meu Amigo .... Pâmela
- 2007 - Querô.... Piedade
- 2007 - O Magnata .... Madre del Magnata
- 2005 - Juego Subterráneo.... Ana
- 2003 - Carandiru .... Dalva
- 2002 - Las Tres Marias .... Maria Rosa
- 1998 - Corazón iluminado  .... Ana
- 1996 - Quem Matou Pixote? .... Malu

### Como directora
- 1995 - Everyday Art
- 1996 - Indonesia: Islands on Fire
- 1999 - Nasci Mulher Negra